# Alexandra Land

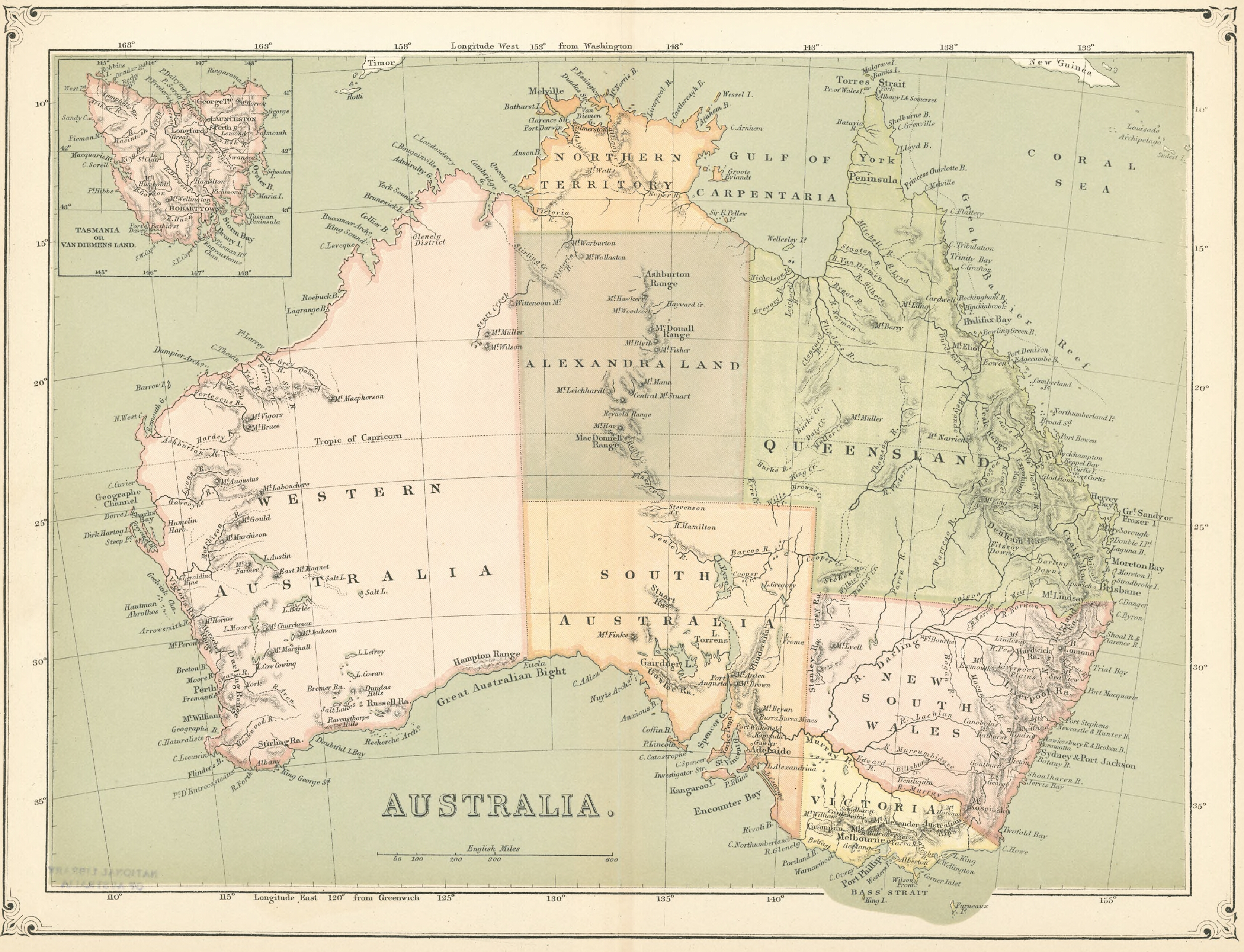
Karte von 1879 mit Alexandra Land

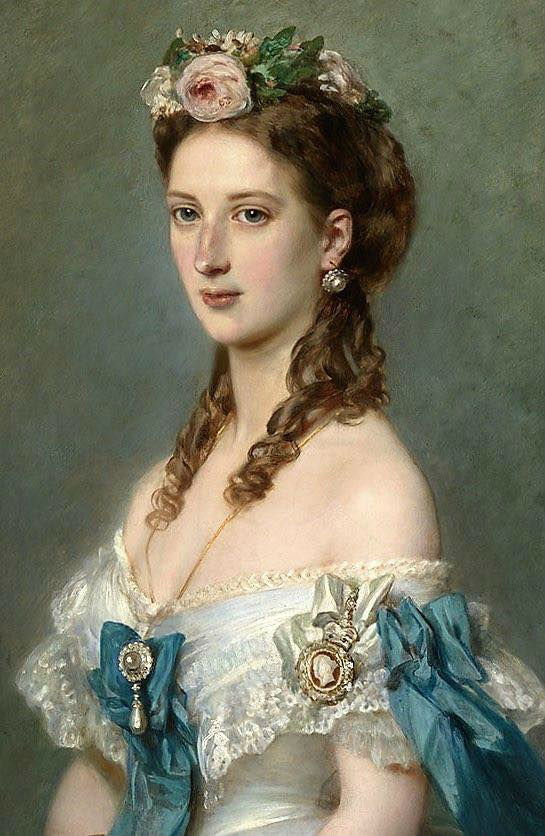
Prinzessin Alexandra 1864

Alexandra Land ist der Name, den das australische Nordterritorium zwischen dem 16. und 26. südlichen Breitengrad 1865 erhielt. Der 26. Breitengrad stellt gleichzeitig die Grenze des Nordterritoriums zu Südaustralien dar. Das Gebiet umfasst eine Fläche von ziemlich genau 1.000.000 Quadratkilometern.
Die erste Erforschung des Gebietes geht auf John McDouall Stuart zurück, dem 1862 die erste Durchquerung Australiens von Adelaide im Süden bis Adam Bay am Van-Diemen-Golf gelang. In der Folge verstärkte sich das Interesse der Kolonie Südaustralien, das Nordterritorium von Neusüdwales übertragen zu bekommen, was dann 1863 geschah, wenngleich sich der Monarch das Recht auf jederzeitigen Widerruf vorbehielt.
John McDouall Stuart erklärte 1864 in der Royal Geographic Society von London, dass er von seinem Recht als Entdecker Gebrauch machen wolle, Zentralaustralien zu benennen, und gab ihm in Huldigung der mit seltener Anmut gesegneten Princess of Wales und späteren Königin von England und Kaiserin von Indien Alexandra von Dänemark den Namen Alexandra Land. Entsprechend verkündete die südaustralische Government Gazette am 27. April 1865, dass der Governor-in-Chief, der Gouverneur Südaustraliens Sir Dominick Daly, proklamiert hatte, dass das Gebiet zwischen dem 16. und 26. südlichen Breitengrad fortan Alexandra Land heiße. Der Norden blieb als Northern Territory oder auch Arnheim Land (sic) bekannt.
Bereits 1863 wurde auch ein Kleinpapagei, der Polytelis alexandrae, zu Deutsch Alexandrasittich, von der Zoological Society of London nach der Prinzessin benannt. Dieser wurde 1862 von Stuarts Expeditionsmitglied Frederick G. Waterhouse erstmals beschrieben.
Südaustralien hatte große Hoffnungen auf die wirtschaftliche Erschließung des Gebietes, um Zuckerrohr, Tabak, Baumwolle und Kaffee anzubauen. Karge Böden, wenig Wasser und unerbittlicher Sonnenschein ließen aber aus all dem nichts werden. Bis 1879 hatten sich nur eintausend Europäer im Alexandra Land niedergelassen, die zudem nicht zum Steueraufkommen Südaustraliens beitrugen.
Insgesamt blieb das Nordterritorium ein Zuschussgeschäft für Südaustralien. Kurz nachdem sich die australischen Kolonien zum 1901 zum Commonwealth of Australia vereinigt hatten, ersuchte die Regierung des nunmehrigen Bundesstaates Südaustralien das gesamte Nordterrotorrium an den australischen Bund zu übergeben. 1911 übernahm der Bund schließlich die Verwaltung des Territoriums.
Der Name Alexandra Land, der des Öfteren auch für das gesamte Nordterritorium Verwendung fand, geriet seither immer mehr in Vergessenheit. Offizielle Bedeutung hat er heute nicht mehr.

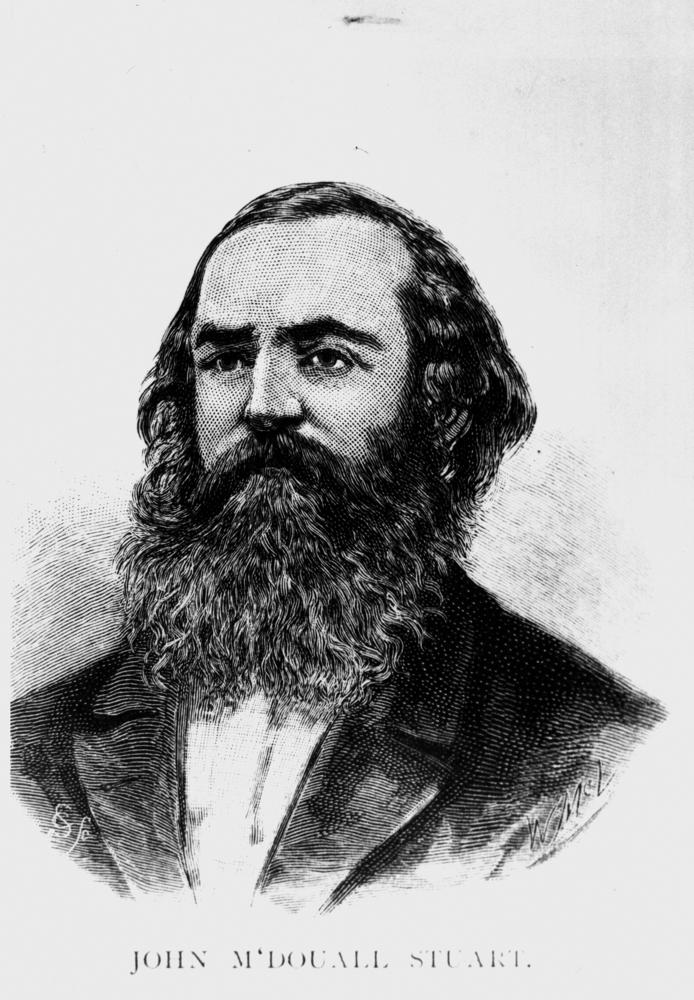
John McDouall Stuart
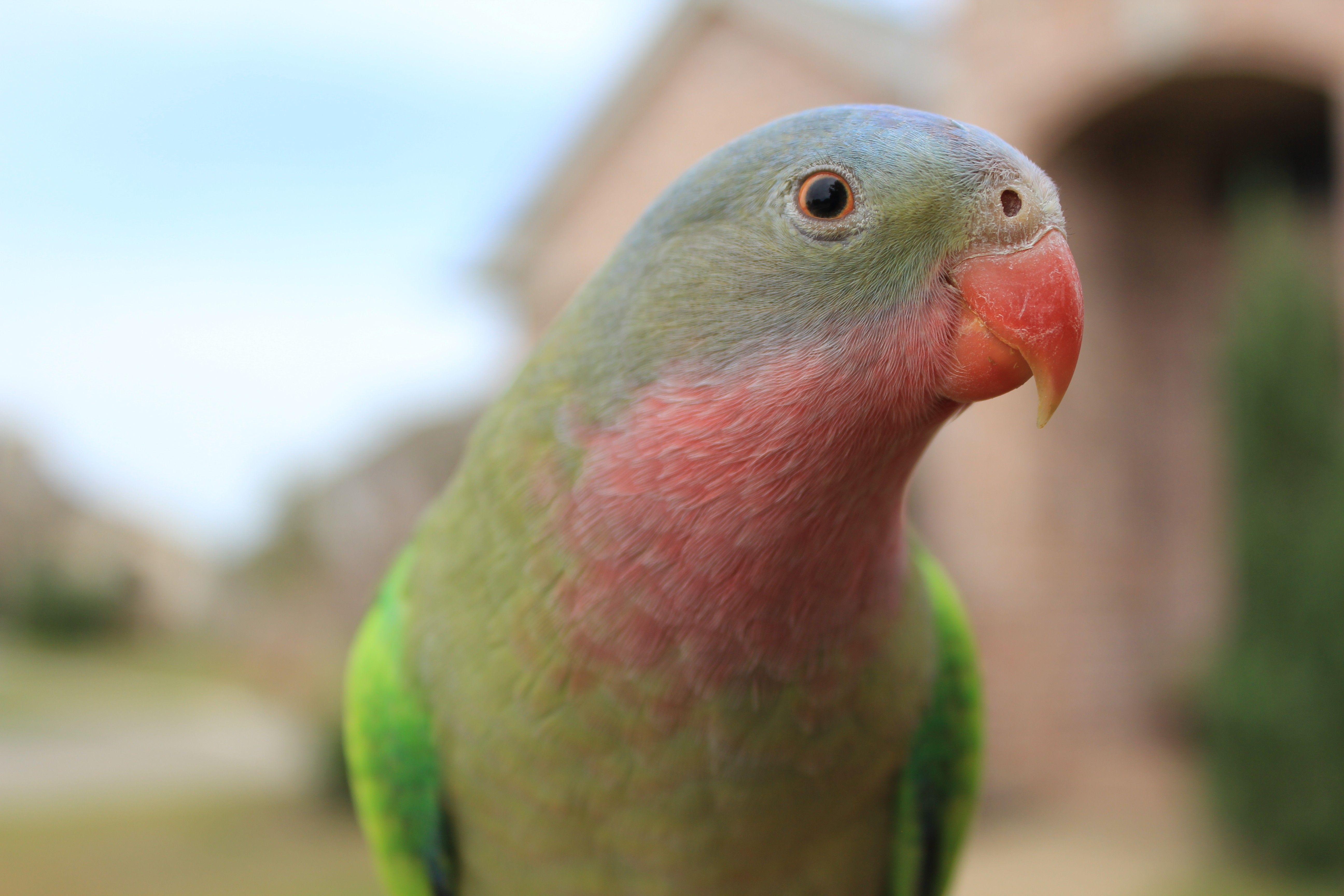
Alexandrasittich